# Балка Голубівка
Балка Голубівка — ботанічний заказник місцевого значення. Об'єкт розташований на території Новомиколаївського району Запорізької області, околиця села Голубівка, біля кінського заводу.
Площа — 3 га, статус отриманий у 1980 році.
Статус надано з метою збереження місць зростання лікарських рослин. Охороняється цілинна балка між полями сівозміни, де зростають деревій та чебрець.